# Yad-Eliyahu Arena
La Yad-Eliyahu Arena (in ebraico היכל יד אליהו‎?), conosciuta per ragioni sponsorizzazione come  Menora Mivtachim Arena (in ebraico היכל מנורה מבטחים‎?) e prima ancora come Nokia Arena (in ebraico היכל נוקיה‎?), è un palazzetto dello sport di Tel Aviv, in Israele.
Dedicata alla memoria di Yossef Burstein (ma il nome ufficiale rimane per 13 anni legato allo sponsor), è dotata di circa 10.383 posti a sedere e divisa in 12 sezioni. Dal 1972 è la sede del Maccabi e della Nazionale israeliana. Ha ospitato le finali di Eurolega nel 1993-'94 e nel 2003-'04. In occasione dell'ultima final four ospitata, è iniziata una ristrutturazione che è durata tre anni. Rimane da ultimare un nuovo parcheggio sotterraneo.

Nel 2012 ha ospitato le Final Four della Lega Adriatica. Ha ospitato inoltre le partite di uno dei gironi dell'EuroBasket 2017.